# Astrid Lødemel
Astrid Lødemel, född 9 december 1971 i Oslo, är en norsk före detta alpin skidåkare som var specialist i fartgrenarna. Hon är från Voss.
Lødemels bästa resultat i världsscupen är en andraplats i super-G i Vail i USA 13 december 1992, två hundradelar efter Ulrike Maier. Astrid Lødemel blev trea i störtlopp i Morzine i Frankrike 3 mars 1993. Hon deltog i vinter-OS för Norge 1992 i Albertville med en 15:e plats i störtlopp som bäste resultat.
Karriärens höjdpunkt var VM 1993 i Morioka i Japan. Den 11 februari tog hon silver i störtlopp efter Kate Pace, och 14 februari tog hon brons i super-G efter Katja Seizinger och Sylvia Eder.
Astrid Lødemel slutade 1995 efter en knäskada.